# 大西城
大西城（だいさいじょう）は、島根県雲南市加茂町にあった日本の城。

## 概要
大西城は比高130mの独立性の高い丘陵上に築かれた山城で、尼子氏時代には大西氏（だいさいし）が拠り、尼子十旗の一つに数えられた。

## 構造
大西城は、独立性の高い高麻山山頂に占地し、背後北西方向に繋がる尾根筋は二重堀で遮断している。普請は山頂の主郭を中心に全山に渡り、東方に御殿平、北方に御倉平の地名が残り、それぞれ居館および倉の跡と考えられている。
各郭はおおむね土塁を用いない尼子氏流の特徴を示すが、尾根筋の城道や枡形の存在は毛利氏の改修を示唆している。

## 沿革
- 天文年間、鞍掛久光によって築かれた。
- 尼子氏時代、同氏の重臣大西氏の居城となった。
- 天文12年、大内氏の出雲侵攻に際し、大西高由は尼子氏に従い富田城の防備に着き、宮尾において大内勢を破った。
- 永禄8年（1565年）、毛利氏の出雲侵攻に際しても、大西高由は尼子氏に従い、富田城塩谷口の守備に当たり、吉川勢の攻撃を凌いだ。
- 永禄9年（1566年）、富田城は開城し、尼子義久は安芸に幽閉されたが、大西高由もこれに従った。
- 大西城のその後については不明だが、枡形等が設けられていることから、永禄12年から元亀2年に掛けての尼子氏残党との戦いの際に、毛利氏により改修されたものと考えられている。